# Pteropelor noronhai
Pteropelor noronhai és una espècie de peix pertanyent a la família dels escorpènids i l'única del gènere Pteropelor.

## Hàbitat
És un peix marí, demersal i de clima tropical.

## Distribució geogràfica
Es troba al Pacífic occidental central: la Xina.

## Observacions
És inofensiu per als humans.